# Kongo: Eine Geschichte

Karte Afrikas, Demokratische Republik Kongo hervorgehoben

Kongo: Eine Geschichte (Originaltitel: Congo. Een geschiedenis) ist ein historisches Werk von David Van Reybrouck aus dem Jahr 2010. Es beschäftigt sich mit der Geschichte der Demokratischen Republik Kongo von der Frühzeit bis zur postkolonialen Zeit und wurde bis Ende 2012 300.000 Mal in der Originalausgabe verkauft. Die deutsche Ausgabe wurde von Waltraud Hüsmert übersetzt.
Der Autor führte in den sechs Jahren Entstehungszeit des Buches auf zehn Reisen in den Kongo mehr als 500 Interviews mit Kongolesen. Dabei waren einfache Bürger ebenso unter seinen Gesprächspartnern wie Personen der Zeitgeschichte.

## Übersetzungen
- Deutsch: Kongo. Eine Geschichte. Suhrkamp Verlag,[2] 2012.
- Englisch: Congo: The Epic History of a People. HarperCollins, 2014, ISBN 978-0-06-220011-2.[3]
- Französisch: Congo, une histoire. Actes Sud,[1] 2012.
- Norwegisch: Kongo. Historien om Afrikas hjerte. Font Forlag.[4]
- Schwedisch: Kongo: en historia. Natur & Kultur.
- Dänisch: Congo, Historien om Afrikas hjerte. Übersetzung Birthe Lundsgaard, Tiderne skifter, 2012.
- Italienisch: Congo.

## Preise

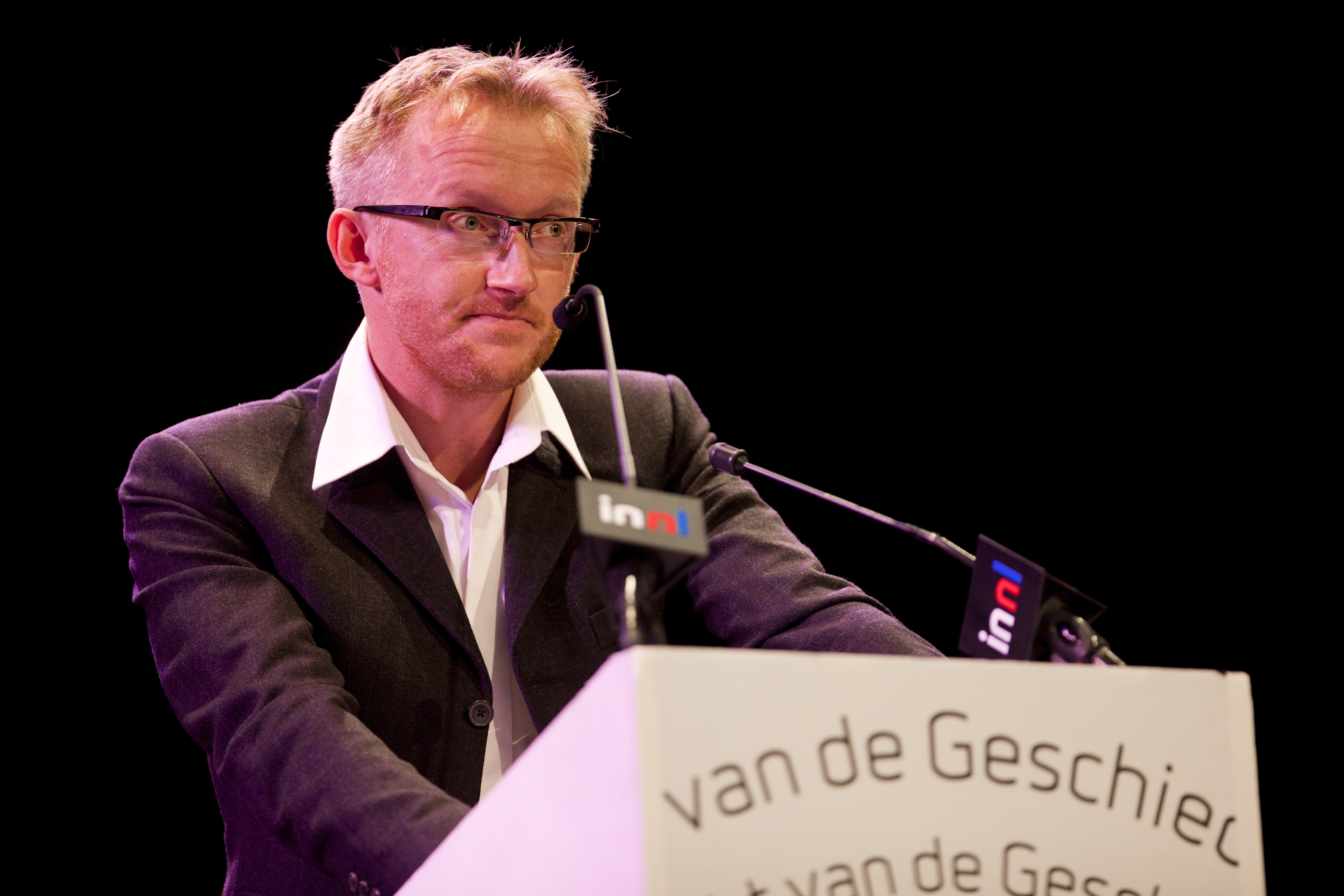
David Van Reybrouck (2010)

Kongo: Eine Geschichte erhielt verschiedene Literaturpreise:
- 2010: AKO Literatuurprijs (Niederlande und Flandern)[5]
- 2010: Libris Geschiedenis Prijs (Niederlande und Flandern)[5]
- 2012: Prix Médicis essai (Frankreich)[1][6]
- 2012: Prix du Meilleur livre étranger (Frankreich)[6]
- 2012: NDR Kultur Sachbuchpreis (Deutschland)[6]
- 2012: Übersetzerpreis des Kulturkreises der deutschen Wirtschaft für die Übersetzerin Waltraud Hüsmert
- 2013: Prix Aujourd’hui (Frankreich)[7]
- 2014: Nominierung für Cundill Prize[8]

## Ausgabe
- David Van Reybrouck: Kongo. Eine Geschichte. 6. Auflage. Suhrkamp Verlag, Berlin 2012, ISBN 978-3-518-42307-3 (niederländisch: Congo. Een geschiedenis. Übersetzt von Waltraud Hüsmert).

## Öffentliche Buchpräsentationen
Das Buch wurde beim Kinder- und Jugendprogramm des 16. Internationalen Literaturfestivals Berlin im September 2016 in Anwesenheit des Schriftstellers vorgestellt.